# Annona macroprophyllata
Annona macroprophyllata ( sin. Annona diversifolia), llamado comúnmente ilama o anona en El Salvador, es una especie frutal perteneciente a la familia Annonaceae distribuida por América Central. Su fruto se considera uno de los más ricos de la familia, ya que su sabor es comparable con el del mango. La ilama es la fruta anonácea más fina que se puede cultivar en las tierras bajas de los trópicos. La ilama puede denominarse la chirimoya de las tierras bajas.
El nombre español deriva del náhuatl ilamatzapotl, cuya traducción aproximada sería “zapote de anciana”.

## Clasificación y descripción
Los árboles de ilama se caracterizan por ser de bajo porte (4 m en promedio) y por tener ramificaciones desde la base, generalmente con un eje central dominante. Árbol de porte erecto cuya altura puede alcanzar los 7,5 metros, a menudo se ramifica desde la base. Se distingue tanto por su corteza aromática y estriada de color marrón grisáceo pálido como por las brillantes hojas delgadas, de forma elíptica a abovada u oblongo-lanceolada. Fiel a su denominación específica (diversifolia), existe en la ilama una gran diversidad de tamaños y formas de las hojas; hojas grandes de 27 por 15 cm y hojas pequeñas de 10 por 5cm. Son de forma ovalada, lisas, con brácteas caducas y con una apariencia polvosa en el envés. Las flores de la ilama tienen tres pétalos externos, de longitud y de color variable según la variedad; son de color amarillo con rosa, rosa combinado con púrpura, café, café combinado con púrpura, púrpura y color marrón. Las flores pequeñas varían de 4 a 12 cm de longitud. Desde el árbol y la fruta se parecen a la chirimoya.

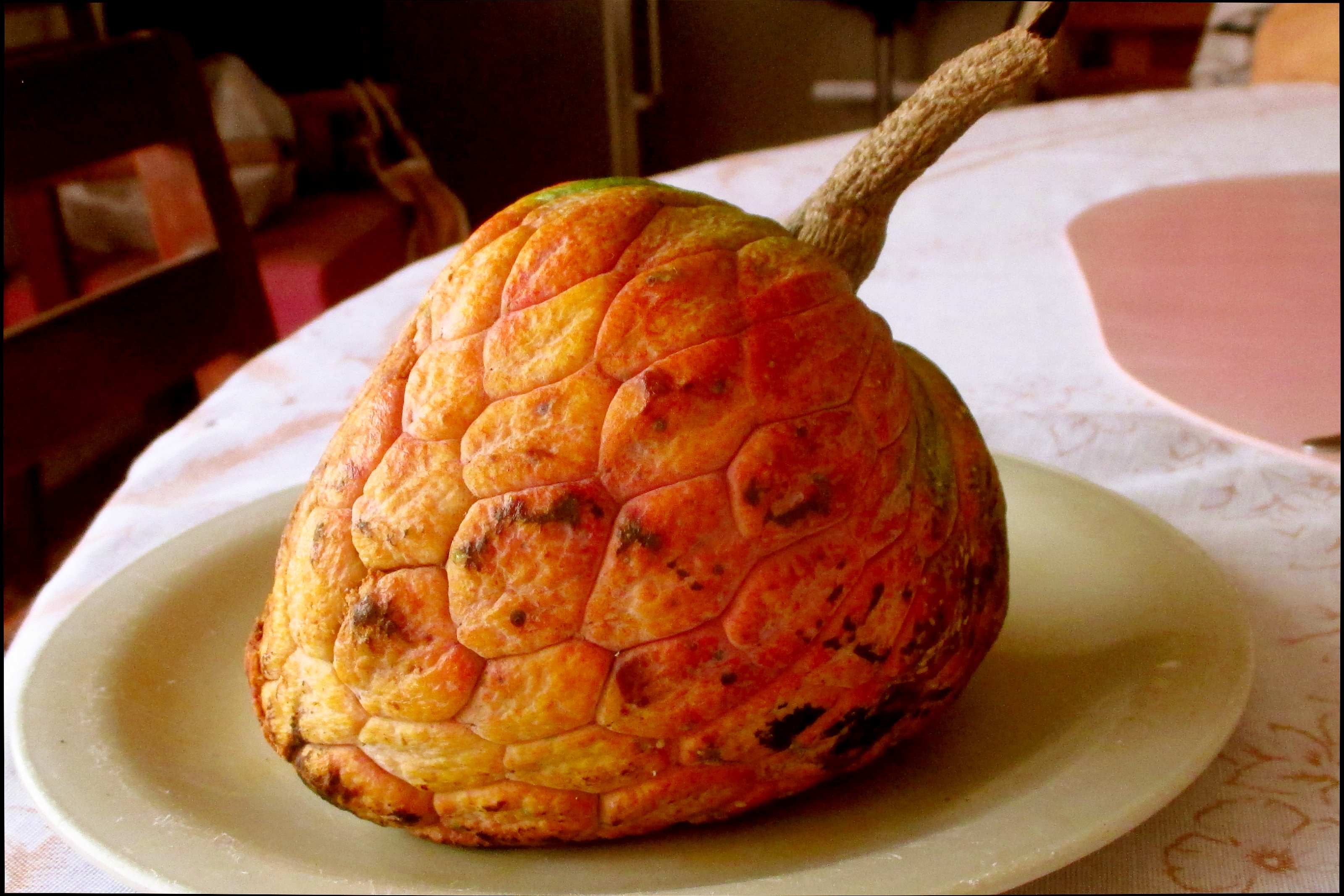
Ilama madura lista para comer.

El fruto es cónico, en forma de corazón, ovoide o globoso. Se asemeja a la chirimoya, puede medir hasta 15 cm de longitud y pesar 900 g . Generalmente, está cubierto con protuberancias triángulares más o menos pronunciadas, aunque los frutos del mismo árbol pueden variar desde rugosos hasta casi lisos. La corteza o piel de la ilama, varía de un color verde pálido a rosa oscuro o púrpureo, está cubierto de una superficie blanca-gris aterciopelada. La corteza presenta un grosor aproximado de 6 milímetros, es coriácea, bastante suave y granular.
Existen dos tipos de ilama, la verde y la de color rosa. En el tipo verde, la pulpa es blanca y dulce, mientras que en el tipo rosado tiene un gusto agrio, y presenta una capa de color rosa debajo de la corteza y en la pulpa que rodea las semillas. El centro de ambas variedades es algo fibroso aunque suave. La pulpa es poco fibrosa, blanda y cremosa cerca de la corteza, puede variar de seca a ser bastante jugosa, y contiene de 25 a 80 semillas duras, lisas, cilíndricas, de color café, de 2 cm de longitud y 1 cm de grosor. Cada semilla está encerrada en una estrecha membrana que se desprende fácilmente.

## Distribución
La ilama es estrictamente tropical nativa de América Central donde crece naturalmente en las estribaciones de las colinas, desde la costa suroeste de México, a altitudes no superiores a 610 m s. n. m., hasta la costa del Pacífico de Guatemala y El Salvador. Como este árbol crece en tierra caliente, donde la chirimoya ya no prospera, y sus frutas son bastante parecidas a las de esta, se ha sugerido que no estaría mal llamarla "chirimoya de tierra caliente".
Annona macroprophyllata en México, se distribuye principalmente en los estados de Chiapas y Guerrero. Crece en forma silvestre en la costa suroeste de México y la costa del Pacífico de Guatemala y El Salvador. Los primeros registros conocidos de la fruta fue realizada por Francisco Hernández, que fue enviado por el Rey Felipe II de España en 1570 para tomar nota de los productos útiles de México. Durante muchos años, se ha confundido con la guanabana o la chirimoya. El Departamento de Agricultura de los Estados Unidos introdujo las semillas de El Salvador en 1914, de Guatemala en 1917 y de México en 1923. También se introdujo como árboles ornamentales en Miami, Florida, dado sus primeros frutos en 1923, varias de estas plantas fueron enviadas a Puerto Rico y a diversas parte de la América tropical y Asia (incluyendo Ceilán), y las Filipinas. Al parecer pocas sobrevivieron. En 1957, El Dr. Víctor Patiño llevó semillas de México a Colombia para la siembra en el Valle del Cauca.

## Ambiente
El cultivo de la anona (rosada o blanca) es considerado rústico; soporta condiciones adversas, propias de suelos arcillosos y pedregosos. La planta requiere de un clima cálido, con temperaturas entre los 24 a 37 °C y con una estación seca y húmeda. Se adapta bien desde los 100 a 800 m s. n. m. en suelos franco arenosos y arcillosos, los cuales permiten un buen desarrollo vegetativo y productivo del cultivo.
Puede crecer en suelos degradados, secos y sin nutrientes. Evita la erosión de los suelos y es sumamente resistente, pero no tolera los fríos intensos.

## Estado de Conservación
Generalmente se encuentra de forma silvestre en el suroeste de México y Centroamérica. En la cuenca del Balsas de México, área en la que es mayormente cultivada, se encuentra un tipo de planta denominada ilama zorro, que puede ser una variante silvestre o el ancestro de las formas domesticadas, ya que presenta una gran dehiscencia en los frutos y un sabor poco apreciado. En El Salvador y Guatemala son los países en donde también es cultivada.

## Cultivo
El árbol se adapta a diferentes tipos de suelos.

En El Salvador se cultiva a una altitud de hasta 1.524 m s. n. m. y hasta 1.800 en Guatemala.
Parece crecer mejor cuando hay una larga estación seca, seguida de abundantes lluvias.
En las zonas donde la lluvia es escasa, los árboles deben ser regados.
La cosecha se inicia a finales de junio en México, durante el periodo normal de fructificación, algunos árboles no producen frutos, y otros producen de 3 a 10.
Propagación
Las semillas permanecen latentes durante varias semanas o incluso meses, y posteriormente la tasa de germinación es baja. Los árboles empiezan a producir entre los 3 y 5 años de edad.

## Nutrición
Según análisis realizados en El Salvador, el valor nutricional por 100 g de esta fruta es:
- Humedad: 71,5 g
- Proteína: 0,447 g
- Grasa: 0,16 g
- fibra: 1,3 g
- Cenizas: 1,37 g
- Calcio: 31,6 mg
- Fósforo: 51,7 mg
- Hierro: 0,7 mg
- Caroteno: 0,011 mg
- Tiamina: 0,235 mg
- Riboflavina: 0,297 mg
- Niacina: 2,177 mg
- Ácido ascórbico: 13,6 mg

## Taxonomía
Annona macroprophyllata fue descrita por John Donnell Smith y publicado en Botanical Gazette 49(6): 453. 1910.
Etimología
Annona: nombre genérico que deriva del Taíno Annon.
macroprophyllata: epíteto latino que significa "con grandes hojas".

## Nombres comunes
- México: ilama, izlama, papausa
- Guatemala: anona blanca, papauce
- El Salvador: anona, anona blanca, anona roja, anona rosada, anono blanco.[11]